# Piotr Bednarski
Piotr Bednarski – polský básník a prozaik, narozen v roce 1938 v Oryszkovcích nad Podolem.

## Tvorba
Verše: Archa příměří (1972), Jachtařská píseň (1978), Dva plameny (1994)
Povídkové sbírky: Kapky soli (1976), Kouzelné semeno (1978), Morze u Wezglowie (1981)
Romány: Lancelot (1986), Parsifal (1989)
Básnická sbírka: Kouzelnice Nilat (1991)
Knihy: Modrý sníh (česky vyšlo v roce 2009) – z francouzského originálu „Les neiges bleues“ (2004) – úděsné vzpomínky na roky hrůzy v sibiřském gulagu